# Kościół św. Marcina w Dzikowcu
Kościół św. Marcina w Dzikowcu – zabytkowy kościół we wsi Dzikowiec.
Kościół parafialny św. Marcina w Dzikowcu wybudowany w 1645.